# Medelpads runinskrifter 12
Runinskrift M 12 är en nu försvunnen vikingatida runsten i orten Silje, Selångers socken och Sundsvalls kommun i Medelpad. Stenen blev avritad år 1725 av Erik Julius Björner. Den från runor översatta inskriften lyder enligt nedan:

## Inskriften
Translitterering av runraden:
[... ...u raisa stain þins(a) ...]
Normalisering till runsvenska:
... [let]u ræisa stæin þennsa ...
Översättning till nusvenska:
... lät resa denna sten.